# 产业能率大学
產業能率大學（日语：／ sangyō nōritsu daigaku */?），简称产能大，是日本私立大学，1979年建校，現於東京都的自由之丘、代官山，以及神奈川縣伊勢原市擁有校區。其為首都圈西部大学单位互换协定会成員学校之一。

## 沿革
- 1979年，学校法人产业能率大学产业能率大学开学。经营情报学部（经营学科·情报学科）设置。
- 1989年，更名為产能大学。
- 1992年，大学院经营情报学研究科（修士课程）开设。
- 1995年，通信教育部（现在的通信教育课程）开设。
- 2000年，经营情报学部经营学科改组、经营学部经营学科设置。经营情报学部情报学科、经营情报学部经营情报学科改称。
- 2005年，经营学部的授业由代官山开讲。
- 2006年，復名為产业能率大学。
- 2007年，多个学科改称。
- 2009年，综合经营研究生院的MBA课程更名为经营研究生院课程。
- 2010年，综合经营研究生院的信息课程更名为信息经营课程。
- 2013年，经营学院开设市场营销系。行政职能转移至自由之丘校区。
- 2014年，针对今年进入现代经营学院现代经营系的学生，专业教育学科群的专业课程重组为“体育经营”、“市场营销策划”、“经营经营”、“内容经营”4个课程。内容经营研究所成立。
- 2016年，经营学院现代经营系开设“全球传播”课程。
- 2018年，综合经营研究生院开设了会计经营课程。

## 院系
- 经营学部 
  - 全球传播课程
  - 商业领袖课程
  - 酒店管理课程
  - 经营管理课程
- 市场营销系
- 情报经营管理学部 
  - 现代经营管理学科
  - 现代商务学科
  - 现代经营系
    - 营销策划课程
    - 体育经营课程
    - 经营管理课程
    - 内容商务课程
    - 数字经营设计课程
    - 现代经营系函授课程（以下课程从第三学年起开设，截至2023年9月）
    - 经营学课程
    - 税务会计管理课程
    - 人力资源与组织管理课程
    - 商学文科课程
    - 心理管理课程
    - 体育学习管理课程
    - 财务规划师课程
    - 心理咨询课程现代经营系

## 研究生院
- 综合经营学专业（硕士课程）
  - 综合经营管理研究科
  - 综合经营管理专攻（MBA课程、情报课程等）
    - 会计学管理课程
    - 税务管理课程

## 著名校友
- 高城元气，声优
- 儿玉美保，DJ
- 弥生，女性歌手
- 吉江智宏
- 白川美知子，九州共立大学经济学部准教授
- 小林正则，东京都小平市长（产业能率短期大学毕业生）
- 保坂胜纪，俳优、剧本家、演出家
- 田村篤士
- 小若顺一，企业家